# Женщина из джунглей
Эта статья — о фильме. Об архетипе (складе характера) см. Девушка из джунглей.
«Женщина из джунглей» (англ. Jungle Woman) — американский фильм ужасов 1944 года.

## Сюжет
В ночном саду женщина нападает на мужчину, но тот в схватке убивает её, вколов что-то из шприца.
Газеты трубят об этом убийстве, совершённом, как выясняется, доктором Карлом Флетчером. Идёт судебное разбирательство. Доктор признаёт своё преступление и рассказывает, что его к этому привело…
Доктор находится на цирковом представлении. На арене — отважный дрессировщик Фред Мейсон и несколько львов и тигров. Внезапно в шатёр ударяет молния, гаснет свет, свод рушится, начинается хаос и паника. Один из львов почти расправляется с дрессировщиком, но на арене появляется гигантская горилла, которая спасает мужчину и хочет унести его с собой. В спину обезьяне стреляет полицейский. Убитую гориллу по имени Чила у цирка выкупает Флетчер, внимательно следивший за происходящим. Доставив её в свою лабораторию, он оживляет примата. Узнав, что Чила жива, к доктору приезжает спасённый дрессировщик. Он рассказывает о своей странной ассистентке, Поле Дюпри, которая одним только взглядом усмиряет крупных хищников и которая периодически пропадала, нет её нигде и сейчас.
Однажды ночью выздоравливающая Чила исчезает из лаборатории, а вскоре доктор с помощником находят в кустах неподалёку красивую молчаливую девушку (зрителю ясно, что это и есть та загадочная ассистентка, но доктор об этом не догадывается). Флетчер проводит первичное медицинское обследование загадочной гостьи, в ходе которого она показывает нечеловеческую силу рук во время душевного волнения. К доктору приезжает его дочь Джоан с женихом Бобом. Пола после знакомства с молодым человеком отказывается от еды и явно влюбилась в него. Вскоре Джоан с Бобом приезжают снова, отправляются на ночную прогулку по реке на каноэ. Пола следит за парочкой, попутно убивая надоедливого Вилли, помощника доктора. Невидимое подводное существо переворачивает лодку с влюблёнными посреди реки. Управляющий Джордж докладывает доктору, что ночью кто-то убил сторожевую собаку и несколько кур, взломав замок курятника. Флетчер похищает из комнаты Полы флакон духов, чтобы сравнить отпечатки пальцев на нём с отпечатками пальцев на замке (доктора, выходящего из её комнаты, видит вернувшаяся с прогулки Пола, и это усиливает её ненависть к нему). Его подозрения оправдываются: отпечатки идентичны, только на замке они раза в четыре больше. Теперь Флетчер понимает, что Чила и Пола — это одно и то же существо: то человек, то — обезьяна.
Пола просит Боба увезти её с собой, обвиняя доктора Флетчера в жестоком обращении с собой. Тот отказывается, не верит, но вскоре становится свидетелем сцены, из которой делает вывод, что его будущий тесть действительно издевается над девушкой. На самом деле та пришла в кабинет к доктору, чтобы сообщить ему, что уезжает, но сначала убьёт его и набросилась на Флетчера. Вскоре Джордж и мисс Грей, служанка, сообщают Флетчеру, что обнаружен изуродованный труп Вилли, а Пола исчезла. Доктор отправляется к своей дочери, расспрашивает её об исчезнувших Бобе и Поле, рассказывает ей о своей теории, что эта девушка — человек и обезьяна одновременно.
Боб посещает с Полой врача, а на обратном пути у них происходит ссора. Наконец, у самого дома, Боб заявляет, что любит Джоан, и разъярённая Пола покидает машину, растворяясь в темноте. К Бобу подбегает Джоан, она рассказывает своему жениху о выводах отца, и молодой человек бросается извиняться перед доктором. Джоан, оставшись одна, отправляется через ночной сад, в свой домик, Пола следует за ней. Джоан запирается внутри, Пола пытается пробраться внутрь. К дому Джоан прибегает взволнованный отец, там на него нападет Пола. Он вкалывает ей что-то из шприца и женщина умирает.
Суд не может определиться: доктор Флетчер убил женщину или всё же обезьяну? В полном составе, включая присяжных и свидетелей, суд отправляется в морг, где хранится тело Полы Дюпри. После смерти она приобрела свой истинный облик: все убеждаются, что это обезьяна. Доктору Флетчеру приносят извинения и отпускают на свободу.

## В ролях
| - Дж. Кэррол Нэш — доктор Карл Флетчер - Акванетта — Пола Дюпри, женщина-обезьяна - Лоис Коллиер — Джоан Флетчер, дочь доктора - Милбёрн Стоун — Фред Мейсон, дрессировщик - Эвелин Анкерс — Бет Мейсон, его жена - Сэмьюэл С. Хайндс — коронер - Дугласс Дамбрилл — окружной прокурор - Кристиан Раб — Джордж, смотритель усадьбы - Нана Брайант — мисс Грей, служанка Карла Флетчера - Пьер Уоткин — доктор Мередит - Алек Крейг — служащий морга - Том Кин — Джо, дактилоскопист - Клайд Битти — Фред Мейсон (дублёр Милбёрна Стоуна, дрессировщик) | В титрах не указаны - Винс Барнетт — Кудряш (архивная съёмка) - Уилсон Бендж — судебный стенографист - Джон Кэррадайн — доктор Зигмунд Уолтерс (архивная съёмка) - Эдвард Кларк — присяжный - Хейни Конклин — присяжный - Беатрис Робертс — присяжная - Рэй «Авария» Корриган — горилла Чила (архивная съёмка) - Ферн Эмметт — сосед Бет Мейсон (архивная съёмка) - Рэй Уокер — шпрехшталмейстер (архивная съёмка) |

## Производство и показ
Изначально картина называлась «Королева джунглей». Сценарий пришлось редактировать, так как он не соответствовал Кодексу Хейса: в нём были усмотрены намёки на зоофилию; окружной прокурор был признан слишком недостойным и несимпатичным; а также потребовалось внести ясность, что Пола Дюпри не была обнажена, когда превращалась из обезьяны в человека.
Съёмки «Женщины из джунглей» были начаты 14 февраля 1944 года и заняли 7 (по словам режиссёра Ле Борга) или 12 (согласно документам) дней. Премьерный показ состоялся 7 июля того же года.
Позднее режиссёр заявил: «У фильма был ужасный сценарий и вообще глупая идея. Но у меня был контракт. Если бы я отказался от него, меня бы отстранили от работы без оплаты, и я бы ничего не получил». И ещё: «Более психологический подход к фильму — это был единственный способ сделать сценарий приемлемым… История была настолько плоха, что я должен был сделать хоть что-то».
Исполнительница роли женщины-обезьяны, Акванетта, рассказывала: «Я играла свою роль как мне было поручено, а не как могла. Я чувствовала, что была собственностью, а не актрисой; понимала, что меня используют». После этой ленты актриса ушла из Universal Pictures, хотя по контракту должна была исполнить ту же роль в следующем фильме — «Пленник джунглей». В итоге, в новой картине экранное время женщины-обезьяны было заметно урезано, а её роль, сведённую к минимуму, исполнила актриса и певица Вики Лейн.

## Критика
- Фрэнк Куин, New York Daily Mirror: «история рассказана достаточно разумно… Нэш — самый убедительный исполнитель роли озадаченного медика».
- Кейт Кэмерон, Daily News: «обилие архивных съёмок[англ.]… Акванетта играет „с ходульным видом“, а другие актёры ведут свои роли с уверенностью, пытаясь придать абсурдной истории подобие реальности».
- New York World-Telegram[англ.]: «После окончания фильма у вас может возникнуть тайное желание превратиться в гориллу — всего один раз — и разрушить кинотеатр».
- Босли Краузер, The New York Times: «Что Universal Pictures делает с нами? Хочет сделать из нас всех обезьян?»
- Ханс Дж. Столл, AllMovie: «…сильный претендент на звание худшего фильма ужасов Universal 1940-х годов… фильм насыщен кажущимися бесконечными флешбэками…»
- В книге «Ужасы Universal Pictures» сказано: «Этот фильм — замаскированная попытка переписать „Людей-кошек“. Только здесь женщина превращается в обезьяну, а не в леопарда, когда она сексуально возбуждена»; «лента активно начинается, но быстро скатывается в безответную скуку… Это — рутина, которую непросто высидеть даже фанатам ужасов Universal Pictures»[4].